# 24e bataillon d'assaut « Aidar »
Le 24e bataillon d'assaut séparé « Aidar », anciennement le 24e bataillon de défense territoriale « Aidar » (jusqu'à mars 2015), Aïdar ou Aydar (Айдар), est une unité militaire spéciale formée de volontaires ukrainiens intégrée à l'Armée de terre ukrainienne. Il est placé sous le commandement du ministère de l'intérieur d'Ukraine, et intégré un temps aux forces de défense territoriale ukrainiennes par l’État-major ukrainien.
Ce bataillon est chargé de lutter contre l'insurrection pro-russe à l'Est.

## Organisation

### Création
Alors que l’État ukrainien est en faillite et que de nombreux soldats de l'armée nationale ont déserté, aussi pour pallier une armée ukrainienne désorganisée et peu motivée dont les appelés du Donbass ne sont plus envoyés combattre dans l'est du pays par crainte qu’ils ne changent de bord, le 13 avril 2014, au lendemain des référendums de Louhansk et de Donetsk, le ministre de l'intérieur du gouvernement par intérim Arsen Avakov décide de former des milices armées spéciales, afin de lutter contre le désordre à l'Est. Les actions de combat qui sont menées sont dénommées « opérations antiterroristes », afin de souligner l'illégalité de ces référendums populaires et de ne pas négocier avec les insurgés de l'Est. Créé en mai 2014, le 24e Bataillon de défense territoriale Aidar est ainsi le premier bataillon de défense territoriale de l'Ukraine, un détachement militaire de volontaires subordonné au ministère de la Défense d'Ukraine et intégré à la 53e brigade mécanisée (Ukraine).
Le bataillon est basé en 2014 à Starobilsk, à quelque 80 kilomètres au nord de Louhansk. Il est composé d'environ 400 volontaires, issus des services d'ordre et de manifestants de l'Euromaïdan.

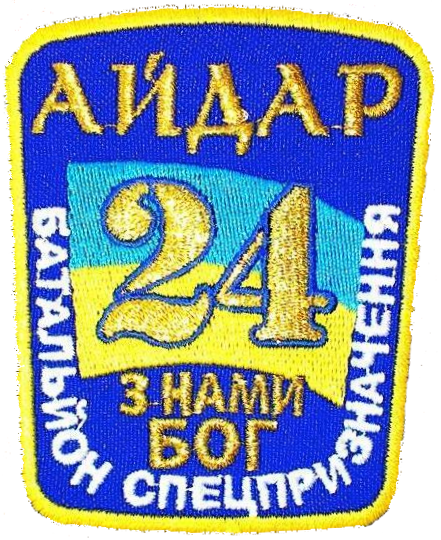
Ancien insigne du bataillon

### Commandement

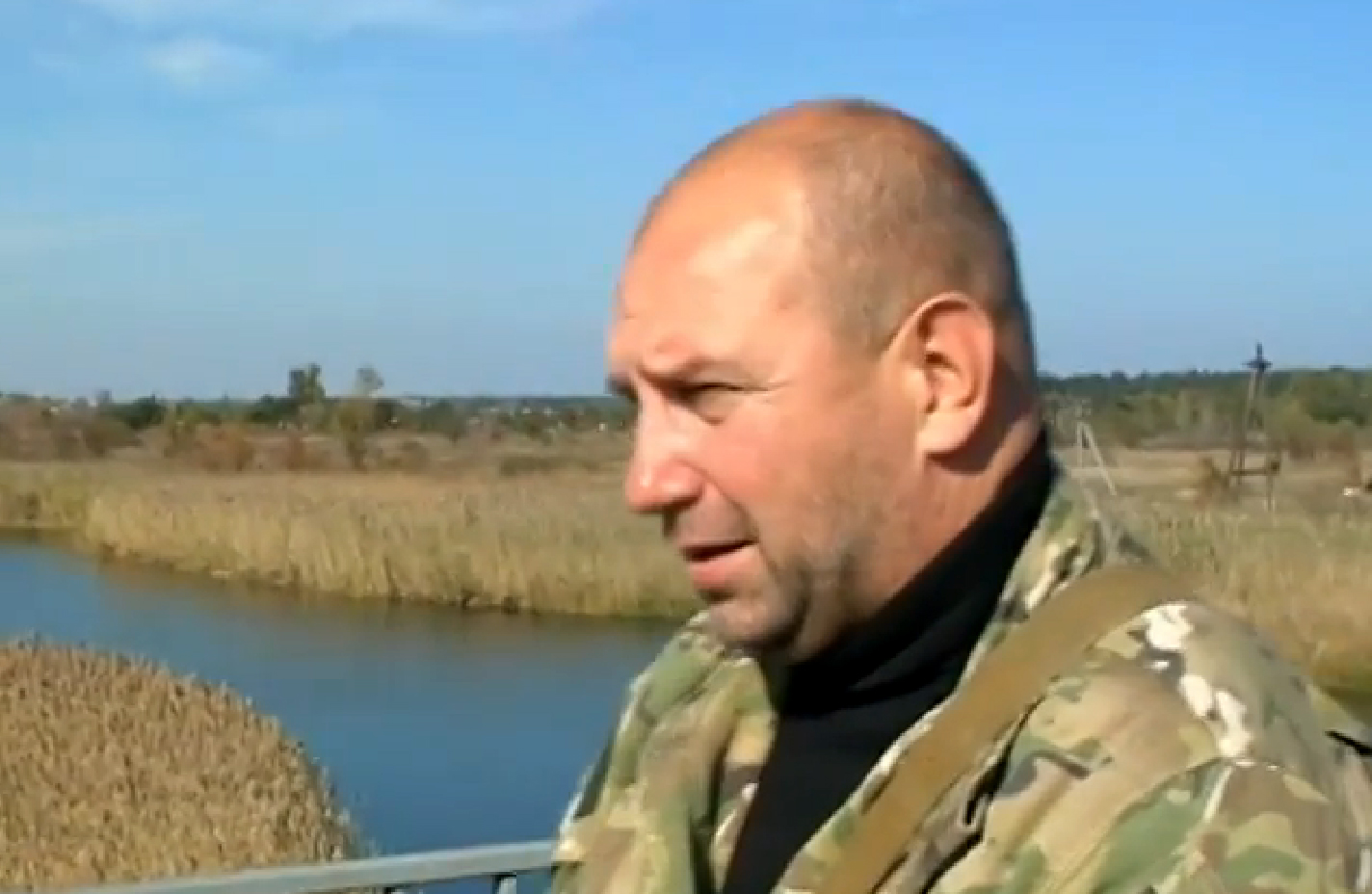
L'ancien commandant du bataillon Aidar Serhiy Melnytchouk.

Le commandement en chef du bataillon Aidar était assuré par Serhiy Melnytchouk (Сергій Мельничук) « qui n’était pas très respecté de ses hommes, ne sachant pas faire régner la discipline et devant confier la stratégie militaire à son no 2 ». Serhiy Melnytchouk quitte la fonction de commandant du bataillon Aidar à la suite de son élection comme député du Parti radical d'Oleh Liachko à la Rada lors des élections législatives. En mars 2015, le Procureur général ouvre une enquête criminelle contre Serhiy Melnychuk pour avoir créé un gang composé de combattants du bataillon Aidar qui ont commis des enlèvements, des actes de torture et des vols. En juin 2015, Serhiy Melnytchouk s'est vu retirer son immunité parlementaire.
Après l'élection de Serhiy Melnytchouk à la Rada, son adjoint Oleksandr Bardach est devenu le commandant de l'unité.
Il est secondé par Valentin Lyholit (Валентин Лихолiт), un sous-officier, qui clame que si les politiciens « trahissent » la cause nationale, les unités de volontaires sont prêts à les renverser de nouveau en disant que « nous avons chassé Ianoukovitch avec des cocktails Molotov, mais maintenant nous avons des blindés ». Chez les combattants de l'unité Aidar, « la méfiance envers l’État est un sentiment partagé ». Après les accords de Minsk II, un combattant du bataillon déclare à un journaliste : « Je ne fais ni confiance aux Russes, ni à Poroshenko et sa clique ». Un proche collaborateur de l’ancien secrétaire Andriy Paroubiy, membre du conseil national de sécurité et de défense de l’Ukraine, confie que « ni le gouvernement, ni le commandement militaire ne font confiance aux bataillons de volontaires ».
Maxim Martchenko est commandant de 2015 à 2017.

### Financement
Le bataillon Aidar est financé en partie par l'oligarque milliardaire ukraino-chyprio-israélien Ihor Kolomoïsky, nommé gouverneur de Dnipropetrovsk en mars 2014 ; Ihor Kolomoïsky offre des récompenses à ceux qui remettent des armes aux autorités, notamment 1 500 dollars pour un AK-47, l'arrestation d’un rebelle pro-russe vaut 10 000 dollars et la libération d'un bâtiment occupé par les séparatistes, 200 000 dollars.
Ihor Kolomoïsky offre même un million de dollars à celui qui assassinera le député pro-russe et ancien candidat à la présidentielle ukrainienne du 25 mai 2014, Oleg Tsarev.

### Effectifs

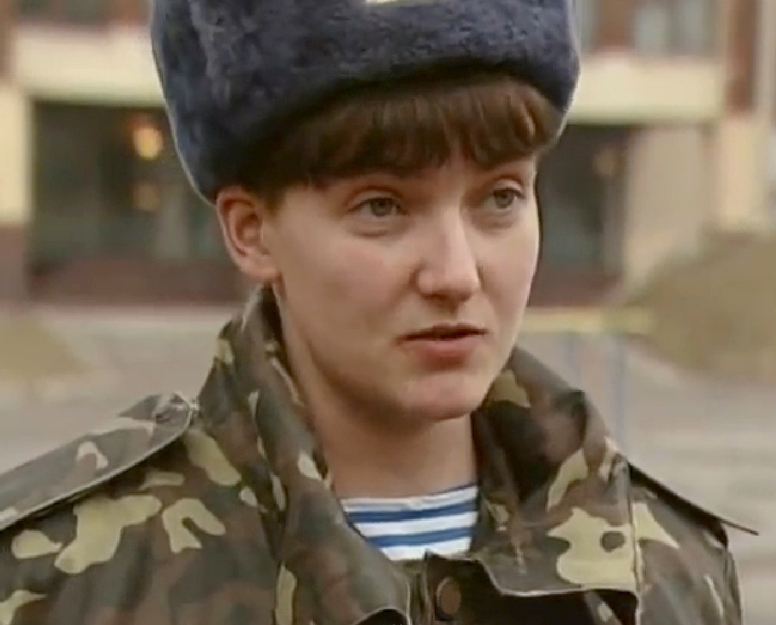
Nadia Savtchenko en 2015.

Le bataillon Aidar est composé d'environ 400 volontaires issus des services d'ordre et de manifestants de l'Euromaïdan. Selon le journal allemand Tagesschau, les dirigeants et de nombreux membres du bataillon sont des néo-nazis et des membres de partis d'extrême droite.
En octobre 2014, à la suite des élections législatives, Ihor Lapin,, un combattant du bataillon est élu député du parti du Front populaire et devient un des membres du bureau militaire de ce même parti politique.
Le magazine Elle dans son numéro 3594, daté du 14 au 20 novembre 2014, aborde le sujet des femmes combattant dans les bataillons de volontaires et présente notamment Vita Zaveroukha qui fait partie du bataillon Aidar,. Dans sa page de réseau social, Vita publie des images d'Hitler, des photos d'elle portant un top noir frappé d'une croix gammée, ou en faisant le salut nazi, et déclare notamment « l’Ukraine sans les Juifs ». Vita Zaveroukha a été arrêtée par les autorités ukrainiennes en mai 2015 pour avoir abattu deux policiers lors du braquage d'une station service.
Dans un article du Guardian datant du 5 mars 2015, sur une des photos, on peut apercevoir, derrière une combattante dénommée Anaconda, une camionnette siglée de symboles nazis comme le 14-88 et le logo de la 36e Waffen-Grenadier-Division de la SS représentant deux grenades à main croisées. Cette unité est connue pour avoir été composée de criminels.
Voyant l'absence de réaction à l'annexion de la Crimée par la Russie, Nadia Savtchenko quitte l'armée ukrainienne, et rejoint les rangs du bataillon Aidar,. Les Russes l'accusent d'être impliquée dans le meurtre de deux journalistes russes,, Igor Korneliouk et Anton Volochine,.
Le photographe ukrainien de l'agence Reuters et volontaire dans le bataillon Aidar Viktor Gourniak est mort le 19 octobre 2014 près de la ville de Chtchastya.
En novembre 2014, un journaliste russe du nom de Alexeï Toporov affirme que la jihadiste britannique Samantha Lewthwaite servait en tant que sniper au bataillon Aidar jusqu'à ce qu'elle se fasse abattre par un sniper des insurgés,. Cependant le 13 novembre 2014, le commandant du bataillon nie la présence de Samantha Lewthwaite dans ses rangs.
Le 4 août 2021 l'ancien combattant Volodymir Prokhnich, armé d'une grenade a menacé de faire sauter le cabinet des ministres ; il s'est finalement rendu après des négociations. La ministre Ioulia Lapoutina a plaidé en sa faveur car c'est un combattant méritant qui a reçu une blessure à la tête lors de son service.

## Actions dans le Donbass

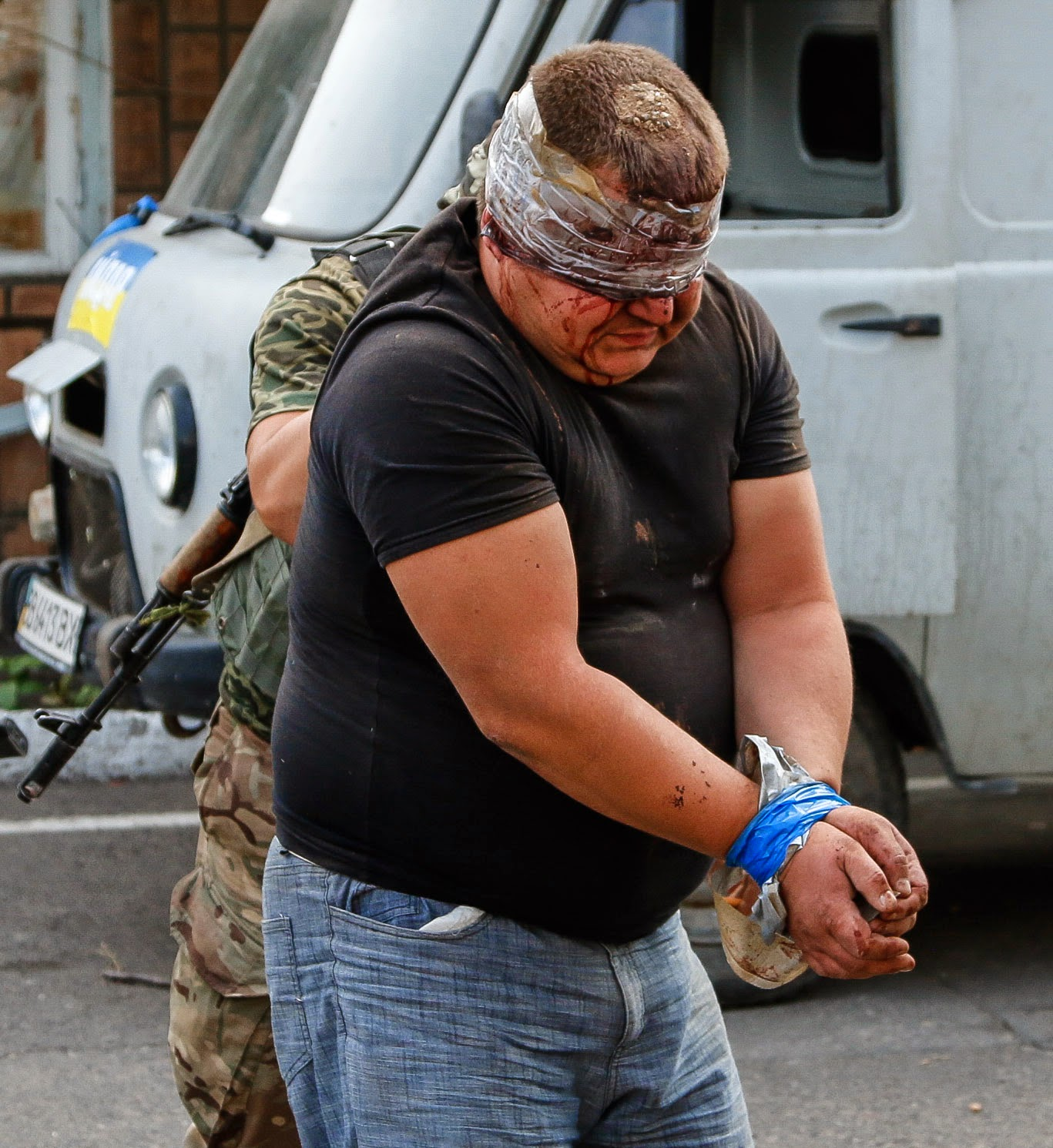
Un séparatiste détenu par des miliciens du bataillon Aidar, le 30 juillet 2014.

En 2014, Amnesty International et l'OSCE accusent le bataillon de violations des droits de l'homme, de détentions arbitraires, d'exécutions de civils, de prisonniers,, de vols, rackets et d'autres actions pouvant être assimilées à des crimes de guerre.
Un autre rapport d’Amnesty International dénonce les paramilitaires pro-européens, dont ceux du bataillon Aidar, commettant des actes de crimes de guerre.
Le 17 juin 2014, selon les Russes, Nadia Savtchenko aurait communiqué par téléphone la position de deux journalistes russes Igor Korneliouk et Anton Volochine, aux volontaires du bataillon Aidar qui les ont bombardés aux tirs de mortier.
En juillet 2014, des miliciens du bataillon Aidar ont capturé Tamerlan Enaldiev, l'un des sous-ministres de la Défense de l'Ossétie du Sud,.
Le 22 juillet 2014, le bataillon Aidar reprend la ville de Severodonetsk qui était tenue par les séparatistes prorusses. Dès lors, des habitants de la ville se sont plaints de vols et de rackets commis par des combattants volontaires.
En septembre 2014, les forces séparatistes découvrent le corps de trois femmes et d'un homme, des civils, qui auraient été exécutés d’une balle dans la tête dans un terrain vague près de Donetsk, dans une zone occupée par la 25e brigade aéroportée ukrainienne et le bataillon Aidar.
Le 14 octobre 2014, les bataillons Azov et Aidar, accompagnés par 4 000 personnes qui célébraient le 72e anniversaire de la création de l'UPA ont tenté de prendre le Parlement ukrainien.
Le 24 décembre 2014, Amnesty International rapporte que des unités bloquent l'aide humanitaire destinée aux populations des zones contrôlées par les séparatistes. Selon Amnesty International, les bataillons Aidar, Donbass et Dnipro-1 ont bloqué le convoi d'aide humanitaire parce qu'ils « croyaient que la nourriture et les vêtements allaient finalement tomber entre de mauvaises mains et qu'ils seraient vendus au lieu d'être donnés ». Denis Krivosheev, le directeur d'Amnesty International en Europe et Asie Centrale souligne qu'utiliser la faim contre les populations civiles est un crime de guerre.
Le 2 février 2015, les combattants du bataillon Aidar manifestent devant le parlement ukrainien en brûlant des pneus, et tentent de pénétrer dans le ministère de la Défense afin de protester contre la dissolution de leur unité.
À la suite du cessez-le-feu des accords de Minsk II, dès le 14 février 2015, les combattants du bataillon Aidar ont annoncé leur volonté de ne pas cesser de combattre.
En mars 2015, trois combattants du bataillon Aidar sous l'emprise de l'alcool pénètrent dans un appartement à Lysychansk, l'ont saccagé après avoir tabassé le propriétaire. Un officier de Aidar se dédouane des faits en disant que n'importe qui peut acheter l'écusson du bataillon.
En avril 2015, le gouverneur de Louhansk déclare que le bataillon Aidar « terrorise la région » et demande au ministère de la Défense ukrainienne de freiner ses membres, après une série de vols.

## Guerre Ukraine-Russie
Le 4 mars 2022, dans le cadre de l'invasion russe de l'Ukraine en 2022, un drone de combat Kronstadt Orion armé et modifié a effectué une frappe aérienne sur le centre de commandement du Bataillon Aidar dans l'Oblast de Donetsk.
Le bataillon participe en 2023 aux combats de la bataille de Bakhmout.
Le 25 juin 2023, il prend le contrôle d'une forêt située à l'ouest de Klichtchiïvka.
Le 1er juillet 2023, le bataillon perce la première ligne de défense russe et atteint les faubourgs de Berkhivka.
Le 24 février 2024 les analystes de DeepStateMap.Live signalent qu'après son évacuation par des unités de la 24e bataillon d'assaut « Aidar », le village de Lastotchkyne, est occupé par les russes.